# Sali Ramadani
Sali Ramadani (mac. Сали Рамадани; ur. 1939 w Kiczewie, zm. 27 stycznia 2018) – macedoński polityk pochodzenia albańskiego, więzień polityczny w czasach jugosłowiańskich, deputowany do Zgromadzenia Republiki Macedonii z ramienia Partii na rzecz Demokratycznego Dobrobytu, następnie Demokratycznej Partii Albańczyków. 8 lipca 1997 roku rozwinął albańską flagę w macedońskim parlamencie, co wzbudziło kontrowersje wśród mediów oraz prawników narodowości macedońskiej; Ramadaniego skrytykował także przewodniczący parlamentu Tito Petkowski.
Jego żoną była Zylbije Ramadani.